# Burg Dünzelbach
Die Burg Dünzelbach ist eine abgegangene mittelalterliche Turmhügelburg (Motte) unmittelbar südlich der Pfarrkirche St. Nikolaus von Dünzelbach, einem Ortsteil der Gemeinde Moorenweis im Landkreis Fürstenfeldbruck in Bayern.

## Geschichte
Im Jahr 1367 wurde die Burg an die Ritter von Seefeld verkauft. 1765 wurde die Burg abgebrochen. 

## Beschreibung
Von der ehemaligen Mottenanlage ist nichts erhalten. Heute ist die Stelle als Bodendenkmal D-1-7832-0045 „Burgstall mit Turmhügel des Mittelalters und der frühen Neuzeit (‚Veste Dünzlbach‘)“ vom Bayerischen Landesamt für Denkmalpflege erfasst. Das Burgareal ist am Rand mit Wald bestanden.